# Sønderjydske Børns Ferierejse til Danmark
|  | Denne artikel er oprettet af botten Steenthbot ud fra en ekstern database. Den kan derfor have sproglige fejl eller mangler. Denne skabelon kan fjernes efter kontrol af indholdet. |

Sønderjydske Børns Ferierejse til Danmark er en dansk dokumentarisk optagelse fra 1922.

## Handling
I 1919 tog de første danske feriebørn fra Sydslesvig på ferieophold i Danmark, arrangeret af Komitéen for Slesvigske Børns Ferierejser. Postdamperen Ægir sejler fra Sønderborg til Flensborg for at hente børnene. Indsejlingen gennem Flensborg Fjord, havnen, Nørreport bygget af Chr. IV, den gamle toldport fra 1503 og en sporvognstur på hovedgaden. Besøg på fru redaktør Jessens landsted i Kollund ved Flensborg Fjord. Frokostmadder til børnene smøres ombord. Børnene kommer ombord og får udleveret et æble. Afsked med forældre, der vinkes fra kajen - og fra båden. Madder med mere uddeles på turen. Da skibet ankommer i havnen i Nakskov, modtages børnene af en stor flok jublende mennesker med flag på kajen.